# Theodor Östergren
Theodor Petersson Östergren, född 10 september 1878 i Ronneby församling, Blekinge län, död 27 juni 1951 i Karlskrona stadsförsamling, Blekinge län, var en svensk modellmästare och riksdagsledamot (socialdemokrat).
Östergren var ledamot av riksdagens första kammare från 1924 invald i Blekinge och Kristianstads läns valkrets. Han var även landstingsledamot 1918–1926.